# آي أم آي جليل
آي أم آي جليل (بالإنجليزية: IMI Galil)‏ هي سلاح ناري اوتوماتيكي من نوع رشاش صنعها إسرائيل في اواخر 1960, أول بندقية جليل تم انتاجها تسمى (ARM) الشهيرة بمقبض امامي خشبي وتميزت بطول السبطانة وتم إنتاج بندقية أقصر تسمى (AR) وبندقية أخرى تسمى (SAR) وبندقية (MAR) ويوجد قناص من نوع جليل وتم إنتاج نسخة حديثة ومتطورة من الجليل تسمى Galil ACE.
تُستخدم سلسلة أسلحة الجليل مع القوات العسكرية وقوات الشرطة في أكثر من 25 دولة ويعتمد التصميم السلاح بشكل وثيق على بندقية أيه كيه-47 الروسية.

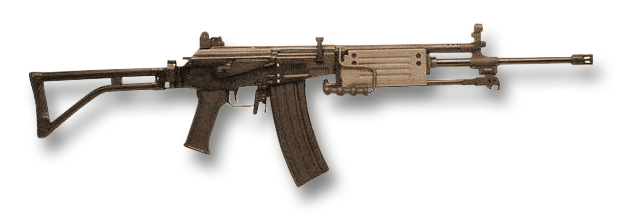
جليل ARM

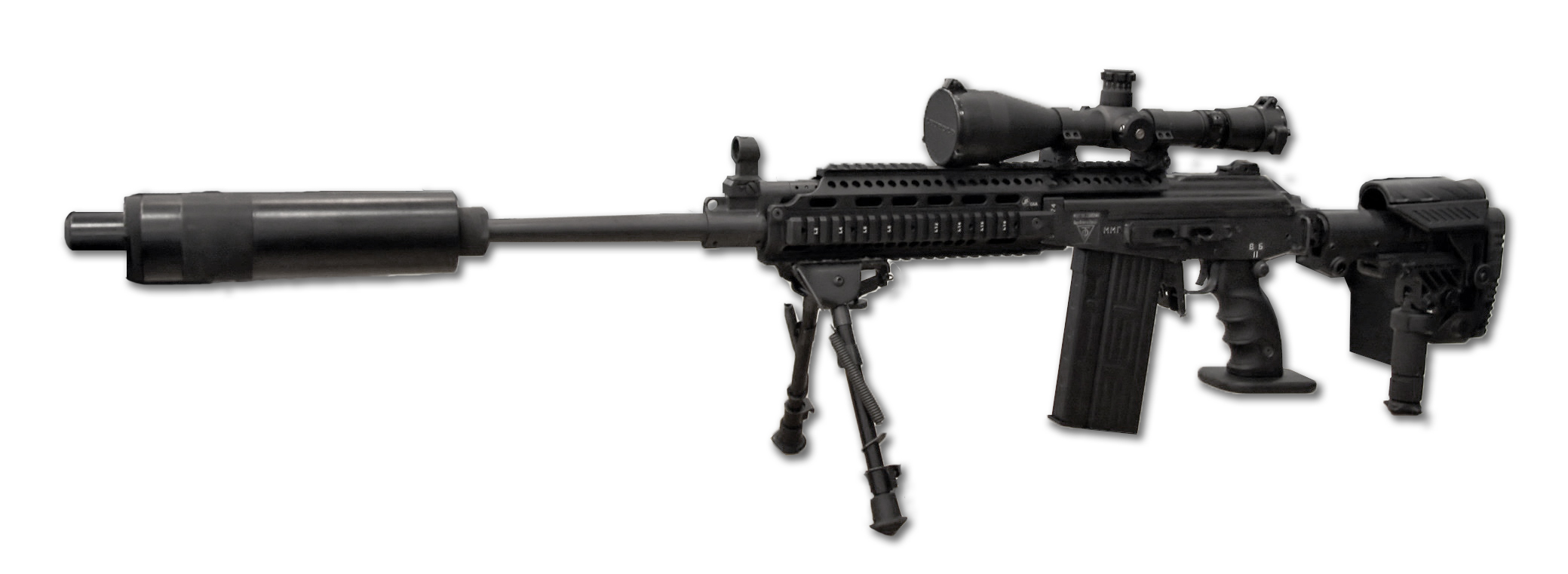
قناص جليل

## وصلات خارجية
- The AK Forum Galil & Valmet Discussions
- Israel Weapon Industries – manufacturer's page
- Operator's Manual[وصلة مكسورة]
- Israeli-Weapons.com
- Galil 5.56 mm AR/ARM/SAR manual
- Buddy Hinton collection
- Galil rifle information
- Modern Firearms
- REMTEK
- Golani Sporter, Guns Magazine July 2007